# System/32

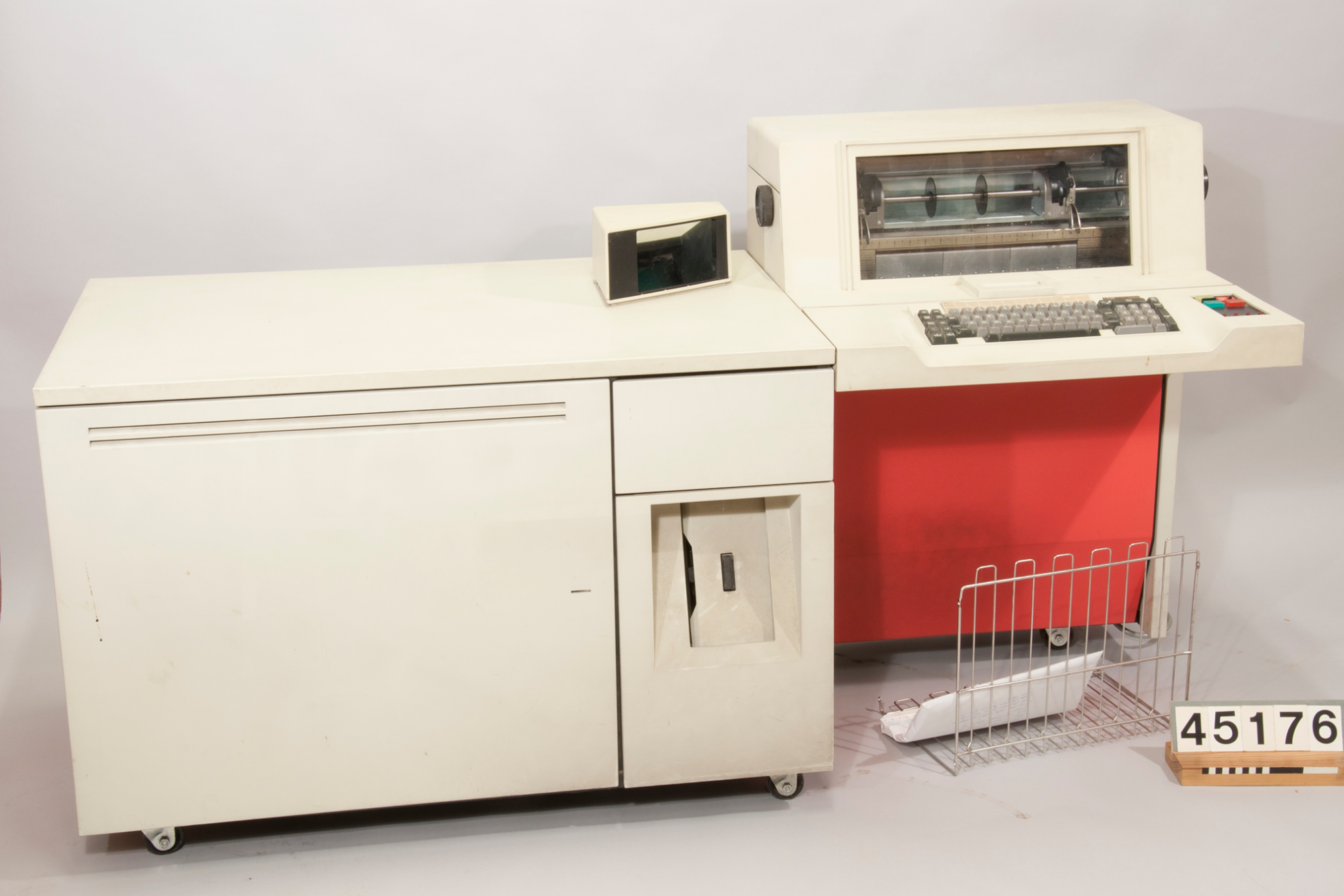
IBM System/32

Das System/32 war ein 1975 eingeführtes Computersystem von IBM für kleine Unternehmungen. Derartige Systeme wurden in Deutschland als mittlere Datentechnik bezeichnet. Das System/32 übertraf 1978 bei den Installationen das IBM System/3. Die geringen monatlichen Mietkosten von 1000 $ beförderten die Marktdurchdringung. Das System/32 wurde 1984 nicht mehr weiterverfolgt.

## Hardware und Software
Der Rechner verfügte über 16 KB oder 32 KB Arbeitsspeicher und über eine Festplatte von 5 MB, 9 MB oder 13 MB Größe. Der Mikroprogrammspeicher hatte eine Kapazität von 4 KB bis 8 KB. Weiterhin verfügte das System über eine 8-Zoll-Diskettenstation, ein Display mit 6 × 40 Zeichen und über einen Kettendrucker mit 132 Spalten.
Als Programmiersprache wurde hauptsächlich RPG II eingesetzt.